# David DeCastro
David DeCastro (Bellevue, 11 gennaio 1990) è un giocatore di football americano statunitense che gioca nel ruolo di guardia nella National Football League (NFL). Fu scelto come 24º assoluto del Draft NFL 2012 dai Pittsburgh Steelers. Al college ha giocato a football alla Stanford University dove è stato nominato All-American.

## Carriera

### Pittsburgh Steelers
Considerato uno dei migliori prospetti tra le guardie del Draft 2012, DeCastro fu selezionato come 24º assoluto dagli Steelers. Il 25 agosto 2012, nella terza gara di pre-stagione degli Steelers contro i Buffalo Bills, David si ruppe il legamento crociato anteriore e il legamento mediale collaterale. David tornò disponibile per scendere a fine novembre prima della gara della settimana 12 contro i Cleveland Browns. Alla fine riuscì a giocare le ultime 4 gare delle stagione, tre delle quali come titolare. Nell'annata successiva disputò 15 partite, tutte come titolare. Nel 2015 fu convocato per il primo Pro Bowl in carriera ed inserito nel First-team All-Pro.
Nel 2016, DeCastro fu convocato per il secondo Pro Bowl in carriera e inserito nel Second-team All-Pro.
DeCastro fu svincolato dagli Steelers il 24 giugno 2021.

## Palmarès
- Convocazioni al Pro Bowl: 5

2015, 2016, 2017, 2018, 2019, 2020
- First-team All-Pro: 2

2015, 2017
- Second-team All-Pro: 1

2016